# Пасаж на Венера
Вижте пояснителната страница за други значения на Пасаж.
Пасажът на Венера е астрономическо явление, при което планетата Венера преминава между Слънцето и Земята (или друга точка на наблюдение), при което става видима върху слънчевия диск.
По време на пасажа Венера може да се наблюдава от Земята като малък черен диск, движещ се по Слънцето. Продължителността на явлението обикновено е няколко часа (например, пасажът през 2012 година продължава 6 часа и 40 минути).
Явлението е наблюдавано за пръв път на 4 декември 1639 година от Джеръмая Хорокс и Уилям Крабтрий.